# Kremna (Bośnia i Hercegowina)
Kremna (cyr. Кремна) – wieś w Bośni i Hercegowinie, w Republice Serbskiej, w gminie Prnjavor. W 2013 roku liczyła 847 mieszkańców.